# Kabinet-Venetiaan III
Het kabinet-Venetiaan III was een Surinaams kabinet onder leiding van president Ronald Venetiaan, namens de NPS. In deze periode was Ramdien Sardjoe de vicepresident, namens de VHP. 
Het kabinet regeerde van 4 augustus 2005 tot en met 12 augustus 2010 en volgde op de verkiezingen van 25 mei 2005. Na deze verkiezingen verloor het Nieuw Front haar meerderheid, waardoor ze op zoek moest naar coalitiepartners om een meerderheid te kunnen vormen.
Op 24 december 2009 vonden rellen in het dorpje Papatam bij Albina plaats. Honderden marrons vielen de in het dorp wonende Brazilianen en Chinezen aan. Er vielen dertien gewonden en twintig Braziliaanse vrouwen werden verkracht; honderden mensen raakten hun onderkomen kwijt. Aanleiding vormde de dood van een marron.
In 2011 werd onthuld dat alle ministers uit het kabinet, elk twee percelen hebben gekregen in het district Commewijne.

## Economie
Nadat Venetiaan tijdens zijn tweede kabinet de economie wederom van een crisis naar groei had geleid, zette hij dit beleid in zijn derde kabinet voort. Een jaar voor dit kabinet werd in Suriname de Surinaamse dollar ingevoerd. In de jaren erna groeide de Surinaamse economie en bleef de inflatie laag. De regering-Venetiaan profiteerde daarbij van de stijgende prijzen van grondstoffen.
Met Nederlandse verdragsmiddelen werd een groot deel van de buitenlandse schuld afgelost. Tussen 2000 en 2009 daalde de schuld aan het buitenland van 54% tot 13%. De lege schappen van de winkels kwamen vol te liggen, waaronder met luxe consumptiegoederen uit Amerika en Europa.
Aan het eind van het decennium werd gevreesd dat de nieuwe verkiezingen opnieuw Bouterse/Wijdenbosch aan de macht zouden helpen. Het NRC schreef bijvoorbeeld in september 2009: "Het grootste economische risico voor Suriname lijkt te liggen in de verkiezingen van 2010." Teltring (73) had op dat moment al aangegeven het jaar erop te zullen vertrekken. Jim Bousaid, directeur van de Hakrinbank, liet weten lange deposito's aan te trekken ter bescherming tegen een eventuele bankrun na de verkiezingen.

## Samenstelling
Tijdens de verkiezingen van 25 mei 2000 behaalde het Nieuw Front 33 zetels, na de verkiezingen van 2005 zakte dit terug naar 23 zetels; de NPS en SPA verloren respectievelijk 8 en 2 zetels. De VHP en PL behielden hun zetelaantal.
In het kabinet hadden de volgende ministers zitting:
| Ministerie                                    | Partij | Minister                               | Leeftijd | Termijn                             |
| --------------------------------------------- | ------ | -------------------------------------- | -------- | ----------------------------------- |
| Buitenlandse Zaken                            | NPS    | L.L.I. (Lygia) Kraag-Keteldijk (1941)  | 64-68    | 1 september 2005 - 12 augustus 2010 |
| Financiën                                     | NPS    | H.S. (Humphrey) Hildenberg (1945-2017) | 59-64    | 1 september 2005 - 12 augustus 2010 |
| Defensie                                      | NPS    | I.C. (Ivan) Fernald (1955)             | 49-54    | 1 september 2005 - 12 augustus 2010 |
| Natuurlijke Hulpbronnen                       | NPS    | G.A. (Gregory) Rusland (1959)          | 45-50    | 1 september 2005 - 12 augustus 2010 |
| Binnenlandse Zaken                            | VHP    | M.S.H. (Maurits) Hassankhan (1947)     | 57-62    | 1 september 2005 - 12 augustus 2010 |
| Justitie en Politie                           | VHP    | C. (Chan) Santokhi (1959)              | 46-51    | 1 september 2005 - 12 augustus 2010 |
| Landbouw, Veeteelt en Visserij                | VHP    | K.S. (Stanley) Raghoebarsing (1956)    | 48-53    | 1 september 2005 - 12 augustus 2010 |
| Openbare Werken                               | VHP    | G. (Ganeshkoemar) Kandhai (1967)       | 37-42    | 1 september 2005 - 12 augustus 2010 |
| Ruimtelijke Ordening, Grond- en Bosbeheer     | PL     | M.P. (Michael) Jong Tjien Fa           |          | 1 september 2005 - 12 augustus 2010 |
| Onderwijs en Volksontwikkeling                | PL     | E.T. (Edwin) Wolf (1959)               | 46-51    | 1 september 2005 - 12 augustus 2010 |
| Sociale Zaken en Volkshuisvesting             | PL     | H.S. (Hendrik) Setrowidjojo (1956)     | 48-53    | 1 september 2005 - 12 augustus 2010 |
| Handel en Industrie                           | SPA    | S.F. (Siegfried) Gilds (1939-2020)     | 66       | 1 september 2005 - 19 januari 2006  |
| Handel en Industrie                           | SPA    | C.P. (Clifford) Marica (1964)          | 41-46    | 25 april 2006 - 12 augustus 2010    |
| Arbeid, Technologische Ontwikkeling en Milieu | SPA    | C.P. (Clifford) Marica (1964)          | 41-46    | 1 september 2005 - 25 april 2006    |
| Arbeid, Technologische Ontwikkeling en Milieu | SPA    | J.D. (Joyce) Amarello-Williams         |          | 25 april 2006 - 12 augustus 2010    |
| Regionale Ontwikkeling                        | BEP    | M. (Michel) Felisi (1962)              | 42-47    | 1 september 2005 - 12 augustus 2010 |
| Volksgezondheid                               | BEP    | C. (Celsius) Waterberg (1960)          | 45-49    | 1 september 2005 - 12 augustus 2010 |
| Transport, Communicatie en Toerisme           | ABOP   | A.H. (Alice) Amafo (1977)              | 28-30    | 1 september 2005 - 19 maart 2007    |
| Transport, Communicatie en Toerisme           | ABOP   | R. (Richel) Apinsa                     |          | 15 mei 2007 - 12 augustus 2010      |
| Planning en Ontwikkelingssamenwerking         | DA'91  | R.O. (Rick) van Ravenswaay (1957)      | 47-52    | 1 september 2005 - 12 augustus 2010 |